# Apogonia vicina
Apogonia vicina är en skalbaggsart som beskrevs av Hermann Burmeister 1855. Apogonia vicina ingår i släktet Apogonia och familjen Melolonthidae. Inga underarter finns listade i Catalogue of Life.